# Българи в Канада
Българите в Канада са между 27 260 (2006) и 150 000 души. Около 50 хиляди български граждани. Към тях спадат жители с български произход, българско гражданство, говорещи български език, с българско самосъзнание, български атеисти или принадлежащи на Българската православна църква (Български източноправославен диоцез на Америка, Канада и Австралия) или представители на други български религиозни общности.
Поради това, че някои от българите в Канада са български граждани, те официално влизат в преброяването на населението и на България, която включва в официалното преброяване и българските граждани, живеещи в други държави.

## История
Масова миграция на българи към Канада започва в края на 19 и началото на 20 век. Българите се заселват предимно в Торонто, Онтарио заради индустрията, където могат да намерят по-лесно работа. Малка част се установяват в овощарския район около Ниагара Фолс, Южно Онтарио.
През първата половина на 20 век, над 20 хиляди души мигрират от Царство България в Канада. Като половината от тях мигрират по времето на Балканските войни, но основната част на българската имиграция в Канада идва от българското население останало извън територията на царството след Първата световна война – от Източна Тракия, Западна Тракия, Македония, Добруджа, Западните покрайнини и Бесарабия.
Българската колония в Торонто се формира главно от българи-емигранти от Македония и по-специално от Костурско, днес в Гръция. Според българските дипломатически и църковни сведения от 1936 г. само в Торонто колонията е била около 3500 души, докато други оценки достигат до 5000. Според преброяванията в Канада, броят на канадците заявили българска етническа идентичност през първата половина на 20 век са като следва.
| Година | Общо в Канада | От тях в Онтарио |
| 1921   | 1765          | 1378             |
| 1931   | 3160          | 2415             |
| 1941   | 3260          | 2555             |

До Втората световна война повечето хора, които днес в Канада се идентифицират като македонски канадци, претендират за българска етническа идентичност и са записани като част от българската етническа група.
През 80-те и 90-те години на ХХ век българската общност в Канада се разширява и обхваща столицата Отава и други градове като Ванкувър в провицния Британска Колумбия и Монреал във френскоговорещата провинция Квебек.

## Разположение

### Торонто
Торонто е градът с най-голямата българска общност в Канада, наброяваща над 15 000 – 25 000 души. В града и предградията има 4 български православни храма. Те играят ролята и на културно-информационни центрове, където както новодошлите, така и живеещите от много години могат да придобият полезни контакти и съвети за живота в Канада. Всяка от трите църкви има и мултифункционална зала в сградата, където се организират концерти и чествания на големите празници.
Българите са един от малкото етноси в Торонто, които нямат свои ресторанти и заведения. Много българи работят в областта на услугите като търговци на коли, недвижими имоти и самолетни билети. Има също така адвокати, счетоводители и зъболекари. Въпреки че българи живеят във всички райони на Торонто, голям брой са в района на Pape and Danforth в така нареченият Greek Town.

### Национален столичен район
Общността на българите в Отава е относително млада в сравнение с другите съседни български общности в Торонто и Монреал. Формирането на общността започва преди 1989 г. като има две големи нараствания в началото и края на 90-те години на XX век. Първата вълна е формирана от българи-емигранти напуснали България с т.нар. „кубински самолети“ и други канали през 1990 г. Основно това са хора обяви ли се за „бежанци“-преследвани от властите в родината си. Втората голяма вълна е между 1997 и 2000 г., когато в Отава се изгражда така наречената „Северна силициева долина“. Това е термин, използван за обозначаване на технологичните паркове, изградени в околностите на Отава и най-вече в предградието „Каната“. Много от емигрантите от тази вълна – програмисти и инженери по електроника и съобщителна техника – се заселват да живеят в „Каната“.
Общността се намира на териториите на две провинции – Онтарио и Квебек. Около 80% българите живеят в Отава (Онтарио), а останалите 20% в град Гатино (Квебек). Двата града са градове-близнаци, разположени на двата бряга на река Отава.
В началото на 21 век в Отава съществува ресторант с българско меню. Българите в Отава са един от малкото етноси, които нямат собствена църква. Те представляват основната група миряни в храма „Христос Спасител“, който е подчинен директно на Константинополската патриаршия и приютява православни християни в Отава, които нямат свой храм. През 1995 г. в резултат на разширението на общността се създава българско училище. Училището продължава да съществува и до днес с три класа на начално ниво и един гимназиален („кредитен“) клас.

## Култура

### Български дружества и културни центрове
- Отава – Българска общност в столичен район Отава
- Монреал – Българско културно-спомагателно дружество – Монреал (от 1976), Канадско-български културен център „Зорница“ – Монреал (от септември 2001) – www.mtlzornica.com, Българо-канадски културен център „Паисий Хилендарски“ – Монреал, Канадско-български бизнес съвет – Монреал
- Торонто – Асоциация на българските инженери в Канада (от 2001), Канадско-българска асоциация, Балканто
- Ванкувър – Българо-канадско дружество в Британска Колумбия – Ванкувър (от 2001)
- Калгари – Българско дружество – Калгари (от 2003)

### Български младежки организации
- Асоциация на българските студенти – Торонто

### Български учебни заведения
- Отава – Български кредит курс към „St. Pius High School“ – Отава, Българско училище „Св. св. Кирил и Методий“ – Отава,

- Монреал – Българско училище „Св. св. Кирил и Методий“ към Канадско-български културен център „Зорница“ – Монреал (от 3 март 2002), Българско училище към Българска православна църква „Св. Иван Рилски“

- Торонто – Неделно училище към катедралния храм „Св. св. Кирил и Методий“ – Торонто. Българско неделно училище към Българска църква „Св. Димитър“ – Брамптън

- Ванкувър – Българско училище „Св. св. Кирил и Методий“ – Ванкувър

- Калгари – Българско неделно училище „Св. св. Кирил и Методий“ към Българското дружество в Калгари (от 2003)

### Български печатни медии
- Монреал – Вестник „Зорница“ (от 20 декември 2001) – www.mtlzornica.com, Вестник „Форум“ (от 2002)
- Торонто – Вестник „Пламък“ – www.bulgarianflame.com, вестник „Български хоризонти“, Списание „Вардар. Македоно-български преглед“

### Български електронни медии
- Монреал – Вестник „Зорница“ (от 20 декември 2001) – www.mtlzornica.com, Вестник „Форум“ (от 2002), ТВ емисия „Български Акценти“ по канал CH – радио Звукът на България
- Торонто – Вестник „Пламък“ – www.bulgarianflame.com – Торонто, Радио „Български глас“
- Ванкувър – Bulgarian World TV/Български свят ТВ
- Калгари – Електронен вестник „Българи“ (от 2005)

### Български фолклорни състави
- Отава – Фолклорен състав „Родина“
- Монреал – Танцов състав „Зорница“ (2001), Танцов състав „Българи“
- Торонто – Група за български народни танци „Игранка“
- Торонто – Група за български народни танци „Златна Тракия“ – www.goldenthrace.com
- Ванкувър – Българска фолклорна група за народни танци „Китка“

### Български църковни общини
- Отава – Православна Катедрала „Христос Спасител“ – Отава приютява българските християни от столичния район
- Монреал – Българска православна църква „Св. Иван Рилски“
- Торонто
  - Македоно-българска източноправославна църква „Св. св. Кирил и Методий“ (от 1910)
  - Македоно-българска източноправославна църква „Св. Георги“
  - Македоно-българска източноправославна църква „Св. Троица“
  - Българска православна църква „Св. Димитър“ в Брамптън (от 2004)
- Ниагара – Българска православна църква „Св. Иван Рилски“ – Ниагара Фолз
- Калгари 
  - Българска евангелска църква – Етобикоук
  - Българска православна църква – Калгари (от 2001)

## Значими личности
- Нина Добрев (р.1989) – канадска актриса от български произход
- Алис Паникян (р.1985) – канадски модел от български и арменски произход
- Александра Фол (р.1981) – българска композиторка, учила и живяла в Канада
- Месут Мерт (р.1978) – канадски футболист от турски произход, роден в България
- Миа Киршнър (р.1975) – канадска актриса, наследничка на български евреи
- Иван Кристоф (р.1968) – канадски спасител от български произход
- Теодор Ушев (р.1968) – графичен дизайнер, плакатист и аниматор, живеещ в Канада
- Росица Чолакова – канадски цигулар от български произход
- Тинко Ефтимов (р.1955) – канадски и български физик
- Кен Бошкоф (р.1949) – канадски политик от български и украински произход
- Христина Христова (р.1942) – българска говорителка, живее в Канада
- Климент Денчев (р.1939) – български актьор, живял в Канада
- Тед Кочев (1931 – 2025) – канадски режисьор от български произход
- Мариян Грудеф (р.1927) – канадски пианист от български произход
- Игнат Канев (р.1926) – канадски строителен магнат и филантроп от български произход
- Крум Пиндов (р.1915) – канадски бизнесмен от български произход
- Иван Дочев (р.1906) – български юрист и крайнодесен политик, емигрирал в Канада

## Почетни консули
Република България има два почетни консула в Канада
- Георги Паничерски в град Монреал
- Игнат Канеф (до 2020 г.) в град Мисисага